# 反マスク

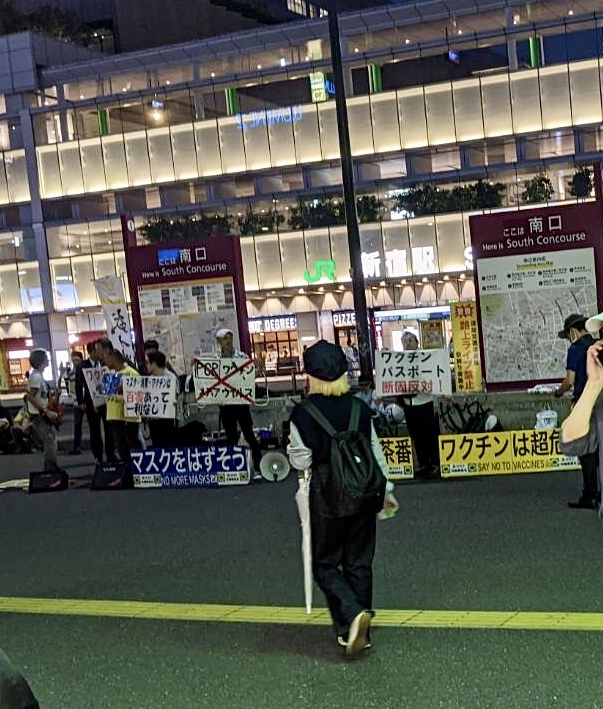
東京の新宿駅前で反マスク、反ワクチンのデモをする人々 (2021年9月)

反マスク（はんマスク、英語: Anti-mask sentiment）とは、感染症の世界的流行の際、政府や民間施設が公衆衛生上の感染対策としてマスクの着用を求めることに反対すること、またはそういった人々（anti-masker）を指す。また、それによりマスクを着用していない状態のことをノーマスクと呼び、あえて何の防御にもならないマスクを着用したり、口元に穴を空けたり、マスクから鼻を出すなどの方法で着用する人もいる。
新型コロナウイルス感染症（COVID-19）の流行時、多くの国が感染の拡大を抑えるために、マスクの着用を推奨または義務化したが、こうした動きに反発し、人にマスクを外すように呼びかけたり、公共の場で着用を拒否する動きが起きた。マスクを拒否する理由は「個人の自由の侵害」「マスクの効果に懐疑的」「COVID-19の脅威が誇張されている」「マスクの人にうつさない・うつされないためにするという本質的な意味を理解していない、もしくは否定している」など様々である。小売店から飛行機まで、さまざまな場所で発生したマスクの着用拒否は、暴言や暴力による対立に発展することもあり、逮捕・起訴される者もいた。また、マスクの着用拒否は、反ワクチンや陰謀論とも強く関係し、COVID-19の流行期間中に表面化した分断の象徴の一つとされている。

## 歴史

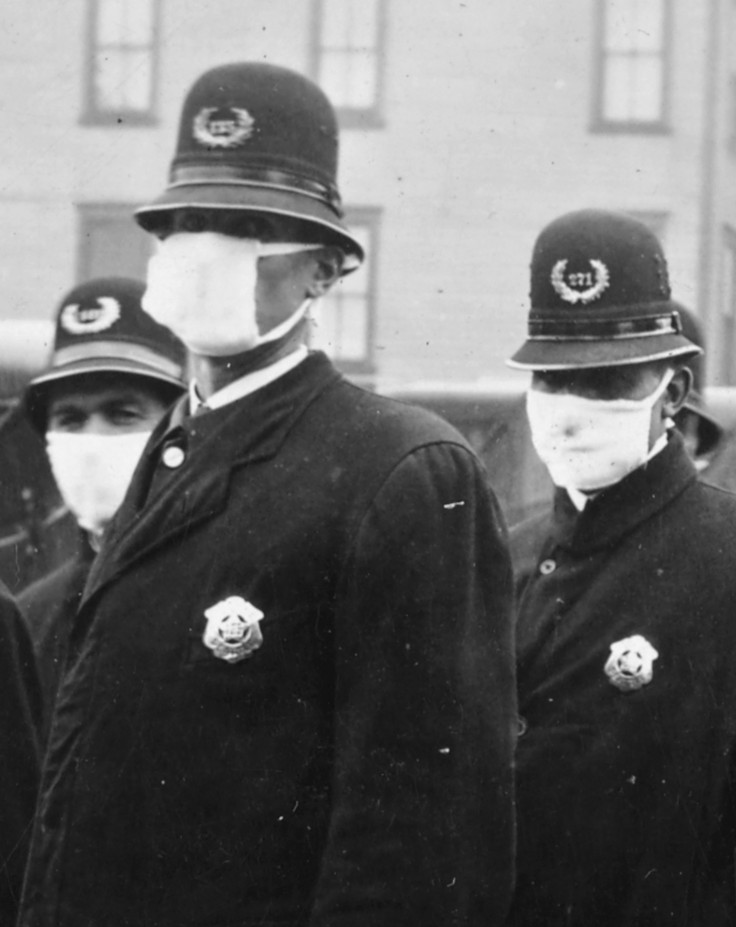
1918年12月、スペイン風邪の大流行時にマスクを着用するシアトルの警察官

マスク着用の拒否は1918年のスペイン風邪の大流行の際にも起きている。アメリカのサンフランシスコでは、公共の場におけるマスク着用が義務づけられ、着用を拒否した場合は「平和を乱す」罪として5ドルの罰金が課されていた。しかし、数百人がこれに従わず、着用義務違反で逮捕される者もいた。この時代のマスクは現在とは異なる構造で、ほとんどの者はガーゼをテープで留めて着用していた。一部の男性はマスクを着用することは男らしくないと考え、一部の者は政府のマスク着用義務は、市民の自由の侵害であるとみなしていた。
マスクは、呼気と吸気の両方の感染性ウイルスを制限し、COVID-19パンデミックにおける重要な感染対策として使われているが、その使用に関する意識や頻度は、過去の感染病の経験、COVID-19の脅威の認識、マスク使用をめぐる社会規範、文化の違いなどによって異なる。

日本においては、浮世絵で江戸時代から病の時は口を覆う町人の姿が描かれ、明治時代には工場での防塵目的の器具「呼吸器」が用いられた。また1918年から1920年の大正時代で世界的に流行したスペイン風邪では、内務省衛生局はマスクの着用を積極的に奨励した。

多くの東アジア諸国では、マスクを着用する文化があり、その理由は呼吸器疾患の蔓延を防ぐ以外に、花粉や排気ガス、寒さ、紫外線、乾燥から身を守るため、体調が悪い時のエチケットとして、欠点や化粧をしていない顔を隠すため、顔や表情を見られない安心感のためなど様々である。東アジアの一部では、2002年に流行した重症急性呼吸器症候群（SARS）でもマスクが街角の風景として定着し、COVID-19の流行時には、公衆衛生当局の勧告に先立って、公共の場で自発的にマスクを着用し始めた。東アジアにおけるマスクは、「他者を守る（社会的行動）」という協力関係のシンボルとみなされ、その普及は、公衆衛生上の危機において、市民の責任とコミュニティの幸福を優先する、多くの東アジア社会の集団的社会規範によって強化された可能性がある。
欧米では、COVID-19の流行以前は人前でマスクを着用することに馴染みがない人が多く、当初は政府や保健機関の明確な指示がなかったため、マスク着用が拒否された。欧米では、マスクを公共の場で着用することは、病気であるとみなされ、奇妙であり、過剰反応であると認識されることが少なくない。人前でマスクをつけることを恥ずかしがる者もおり、このスティグマや偏見は克服すべき大きな障害となっている。マスク着用は、一部では世代間格差の一例とされ、マスク着用を拒否する高齢者は利己的であると見られてきた。また、男性の方がマスクの装着を拒否する傾向が強いとされ、男らしさを脅かすものとして捉えられてきた。
北米において、東アジア系の人々は、非東アジア系と比べて公共の場でのマスク着用をより強く支持していた。非東アジア系は、COVID-19の感染対策としてのマスク着用の効果に疑念を抱いていたが、その一因には、WHOやCDCなどの保健当局が伝えるメッセージに統一性がなく、2020年の初めは、エアロゾルによる発病前や無症状からの感染を認識していなかったため、無症状者のマスク着用は必要なしと伝えていたこともある。研究による証拠が蓄積されるにつれ、CDCは2020年4月、WHOは6月から無症状者にもマスク着用を促進する方針に変更したが、マスクで口と鼻を隠すことを嫌悪し続ける者もいた。また、文化的慣習の違いからマスク着用者に対して否定的な印象を持つ者もいて、着用者を感染症の発生源とみなし、外国人ヘイトや暴力の対象にすることさえある。マスクを着用する東アジア系は、COVID-19の流行時、特にこのヘイトクライムの影響を受け、人種による嫌がらせや暴行が増加した。
マスク着用に強く反発する者にとって、マスクの義務化は、自由と権利を侵害する規制であり、政府による支配であると受け取られた。その結果、反対派が反マスク集会を通じて公共の場でのマスク着用への反対を示し、マスク使用の支持に関して国民が分断した。マスク着用拒否は、ワクチン接種へのためらいや反ワクチン感情、政治的保守主義、地方在住、公衆衛生規則への非服従などとも関連している。その他、居住地のパンデミックによる死亡率が低いことや、仲間内でマスク着用率が低いことなども、マスク着用率を低下させる要因の一つと考えられる。

## 着用の目的
感染症対策におけるマスクの着用は、周囲の人を感染させないために「会話や咳の際に自分の細菌やウイルスを飛ばす量を物理的に減らすこと」と、自分が感染しないために「細菌やウイルスを吸い込む量を物理的に減らすこと」「細菌やウイルスが付着した手指で鼻や口を触ることを物理的に防ぐこと」「鼻や喉の粘膜の湿度を高めて細菌やウイルスの侵入や増殖を抑えること」などを目的としている。マスクの必要性は、地域の感染状況や入院患者数の増加、ワクチン接種率や既感染者のレベルなど、人々が置かれている環境によって異なる。2023年1月、WHOはCOVID-19が世界的に広がっている現状を踏まえ、COVID-19に接触・感染・感染の疑いがある人、重症化リスクが高い人、混雑した閉鎖空間や換気の悪い空間にいる人のマスク着用を引き続き推奨した。その理由として「症状がない場合でも、会話や歌唱などで感染力のある飛沫が拡散する可能性がある」「マスクは、吸い込んだり吐き出したりする感染粒子の数を減らし、地域における呼吸器疾患の流行を抑制できる」ことなどを挙げ、他の人がマスクをすることを選んだら、支持することを勧めている。

### ユニバーサル・マスキング
ユニバーサル・マスキングとは、症状の有無に関わらず全ての人がマスクを着用する方法であり、COVID-19が、季節性インフルエンザとは異なり、無症状の病原体保有者からも感染が広まりやすく、約半数の感染が発症前の潜伏期間に起きている特徴を考慮して導入されたものである。そのため。有症状者に着用を推奨していた従来と異なり、コミュニティ全体で症状の有無に関わらずマスク着用が推奨されたり、義務化されることがある。マスクの有効性は、マスクをしている人が周囲にどれだけいるかという割合により大きく左右される。多くの人が公共の場でマスクを着用すれば、空気中のウイルス量が変わるため、感染拡大を抑制するための効果的な方法となる。単に非感染者だけがマスクを着用していても、従来の多くの呼吸器感染症と同様に効果は限定的である。雑誌『Forbes』は、「新型コロナウイルスのパンデミックが発生して以来、アメリカが直面してきた最大の課題の一つは、感染対策は個人の選択の問題ではなく、集団ベースの行動の問題だということを、すべての人に理解してもらうことだった」「自分たちの安全がお互いに依存しているものだと分かってもらうことさえできていれば、パンデミックはまったく異なる方向に展開していたかもしれない」と述べている。

#### COVID-19に関するユニバーサル・マスクのエビデンス
ユニバーサル・マスク（感染者も非感染者もマスクを着用する）はコロナ禍における新しい概念であり、提唱された時点では十分な科学的根拠がなかったが、コミュニティ全体の患者数や致死率を下げるというエビデンスが集積され、世界中でユニバーサル・マスクが推奨されるようになった。
マスク着用に関する78件の研究を統合して解析したメタアナリシスでは、マスク着用者の週あたりの感染リスクは非着用者の0.84倍に低下し、2週あたりでは0.76倍に低下すると推定された。ただし、人口中のマスク着用率が低く、周囲がマスクを着けずに感染リスクが比較的高い条件下で実施されたランダム化比較試験では、着用者と非着用者の間で感染リスクの差異は見出せなかった。コロナに関して調べた21本の論文を統合して解析したシステマティック・レビューでは、マスク着用をコミュニティ全体で推奨した際、新規感染者数、入院患者数、死亡者数をそれぞれ減少させる効果があることが示唆された。米国マサチューセッツ州の、マスク着用の義務を解除した学校と継続した学校の生徒や職員を比較した15週間の観察研究では、着用義務を解除した学校は解除していない学校より感染リスクが高く、1000人あたり44.9人の感染増加が報告された。つまり、コミュニティ全体で着用する「ユニバーサル・マスキング」により、オミクロン株の流行以降のコロナの感染を、おおよそ半分減らせることが示された。この研究の限界として、各学区のCOVID-19検査に関するデータがないことがあるが、マスク着用義務を継続した地域は、低収入世帯の生徒、障害を持つ生徒、英語学習中の生徒、黒人やラテン系の生徒が多く、校舎も古く、換気や濾過システムも老朽化したものが多いなど、COVID‑19の感染、重症化リスクが高かった。そのため、「ユニバーサル・マスキング」は、学校における構造的人種差別の影響を緩和するために、特に有用であると結論づけられた。また論文は、マスクが「学習や発達の妨げになる」証拠はなく、むしろ欠席日数が減るので、学習への負の影響が抑えられると指摘している。アメリカにおける別の研究では、マスク着用率が10％増加することにより、そうでない場合と比較して感染流行が制御される度合いが3.53倍増加すると推定された。アメリカ50州の各種データベースの州別解析では、マスク装着率が高いことと、新型コロナワクチン接種率が高いことは、新型コロナウイルス感染率・死亡率の低下と統計的に関連していた。カナダで導入されたマスク着用義務化は、週平均20 - 22％の新規感染者の減少と関連していた。世界6大陸の着用状況と流行制御の関連を階層ベイズモデルで分析した研究では、公共の場におけるマスクの着用は平均的なマスク着用率を達成している場合と、着用なしと比較して実効再生産数を約19％下げることに貢献していた。
マスク着用の継続やワクチン接種率の高かった日本は、COVID-19の感染対策に最も成功した国の1つとされた。2023年2月15日現在、G7（先進7ヶ国）で10万人当たりのCOVID-19による2020年からの累積死亡者数は、日本は55人であり、アメリカ337人、イタリア311人、イギリス307人、フランス255人、ドイツ200人、カナダ135人と比べて最も少ない。2023年1月23日、アメリカの感染対策を主導したアンソニー・ファウチは、NHKのインタビューに答え、日本のCOVID-19対策がうまくいったのは、『3密の回避』とマスク着用をしっかりと守ったからだと評価した。

### スイスチーズモデル

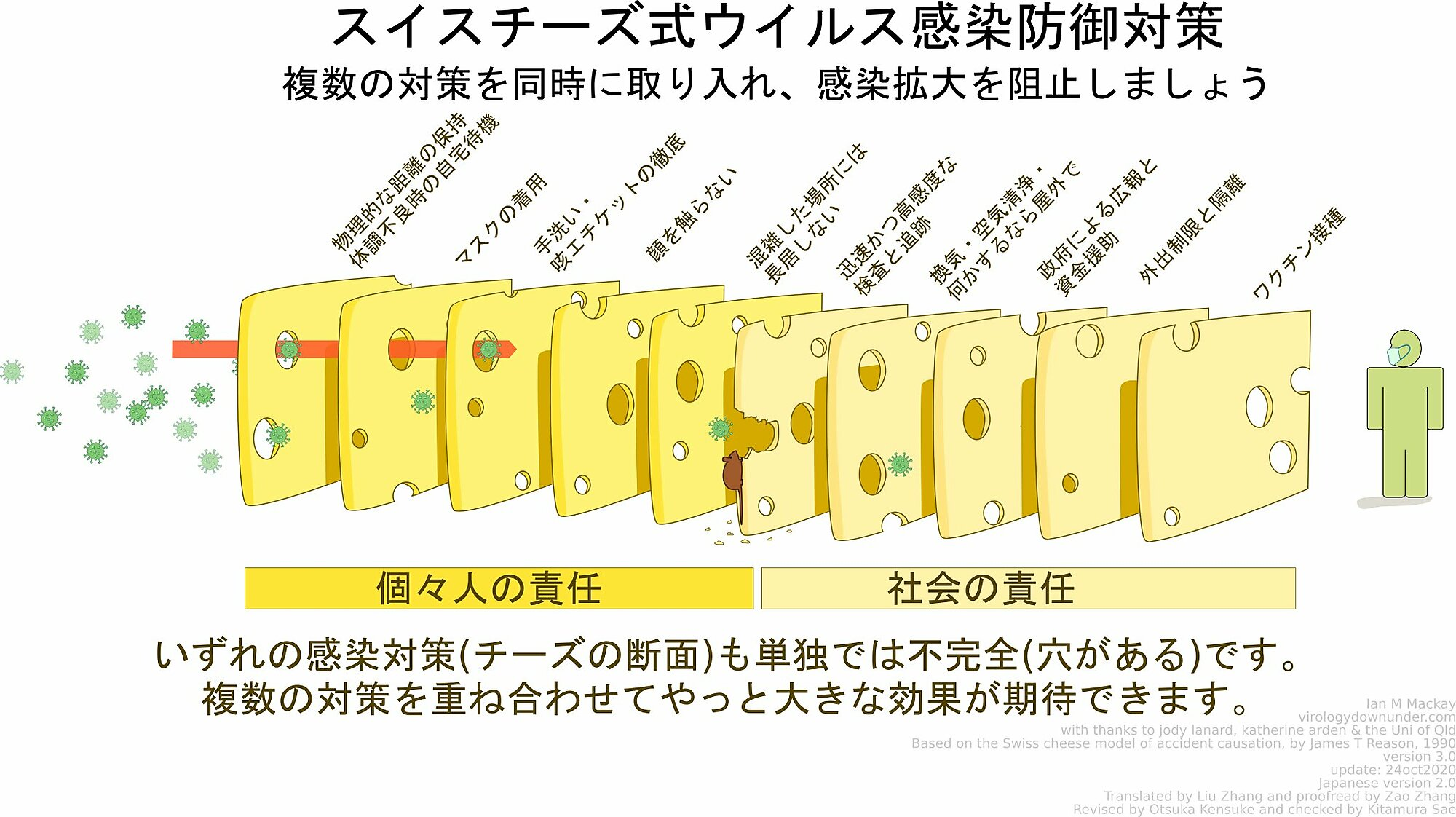
Covid-19対策におけるスイスチーズモデル

公衆衛生のスイスチーズモデルは、不規則に穴（欠点）が開いたスライスチーズ（感染防御対策）で構成され、防御層を重ねることで単独の対策の欠点がカバーできる。感染防御対策には、ワクチン、マスク、手洗い、3密（密閉、密集、密接）の回避、換気、体調に不安がある場合は家にいる、検疫・隔離、高精度の検査、接種証明書の活用、財政的な支援、政府のメッセージなど様々なものが含まれ、1つの対策では不完全だが、異なる対策を複数組み合わせれば、感染のリスクを減らすことができる。マスクの穴（欠点）には、「正しく装着されていない」「適切な種類の生地や十分なレイヤーを使用していない」「マスクを取り扱う際に手を洗わない」「飲食時や家庭で外す」「マスクを過信して危険な行動をとる」などがあり、着用者の行動によって穴の大きさや数は変化する。また、この防御層を食い荒らす「誤情報ネズミ」が増えていると、人命を救い健康と生活を守るために必要な行動を台無しにする。

## 着用拒否の理由

### 身体的理由
身体的理由には、「不快である」「本人にCOVID-19の症状がない」「COVID-19の感染を減らす効果がない」「ウイルスの脅威を誇張している疑いがある」「マスクの着用は有害である」「子どもの言語発達や社会的情緒の発達を遅らせる」などさまざまである。

#### 有効性

フィルターの主要なメカニズム。Diffusion（ブラウン運動）、Interception（妨害）、Inertial impaction（慣性衝突）、Electrostatic attraction（静電引力）の組み合わせで捕集する

コミュニティ全体で着用する「ユニバーサル・マスキング」の有効性は、複数の研究で実証され、感染流行時に人との距離が取れない場面や換気が不十分な場面において推奨されている。マスクの隙間よりウイルスのほうが小さいので、マスクは無意味だという説をとなえる人もいるが、マスクは慣性衝突、ブラウン運動、静電引力の組み合わせにより、小さなウイルスを防いでいる。1μm以上の大きな粒子は繊維に慣性衝突し、0.1μm以下の微小な粒子は、ブラウン運動による複雑な経路で繊維に捕捉され、繊維の静電気力が微粒子の捕集効率を高めている。多くの研究によりマスクが着用者の吸い込み放出するウイルス粒子の数を大幅に減らすことが示されており、呼吸器感染症における重要な防御対策の1つとなっている。
COVID-19のオミクロン株では、既感染者やワクチン接種で免疫を獲得した人が増えたために重症化率は減っているが、COVID-19は依然として死因の上位を占め、何百万人もの人々がLong COVID（後遺症）に苦しみ、その結果多くの人々が働くことができなくなっている。家庭や飲食時など、マスクを外す場面でCOVID-19が急速に広がるため、マスクだけでパンデミックを止めることはできないが、病院や公共交通機関など、継続して着用できる空間では、人々の安全を守る重要な方法である。全国老人福祉施設協議会（老施協）は、マスクの役割について「自分が感染しないために着用する」（＝感染が怖くない人は着用しなくてもよい）と考える人が多く、「他者に感染させないために着用する」（＝自身が保有しているかもしれない病原体の拡散を防ぐ）という正しい認識について一般国民や政治家などに啓発していくことが必要であると強調している。

#### パッケージの表記

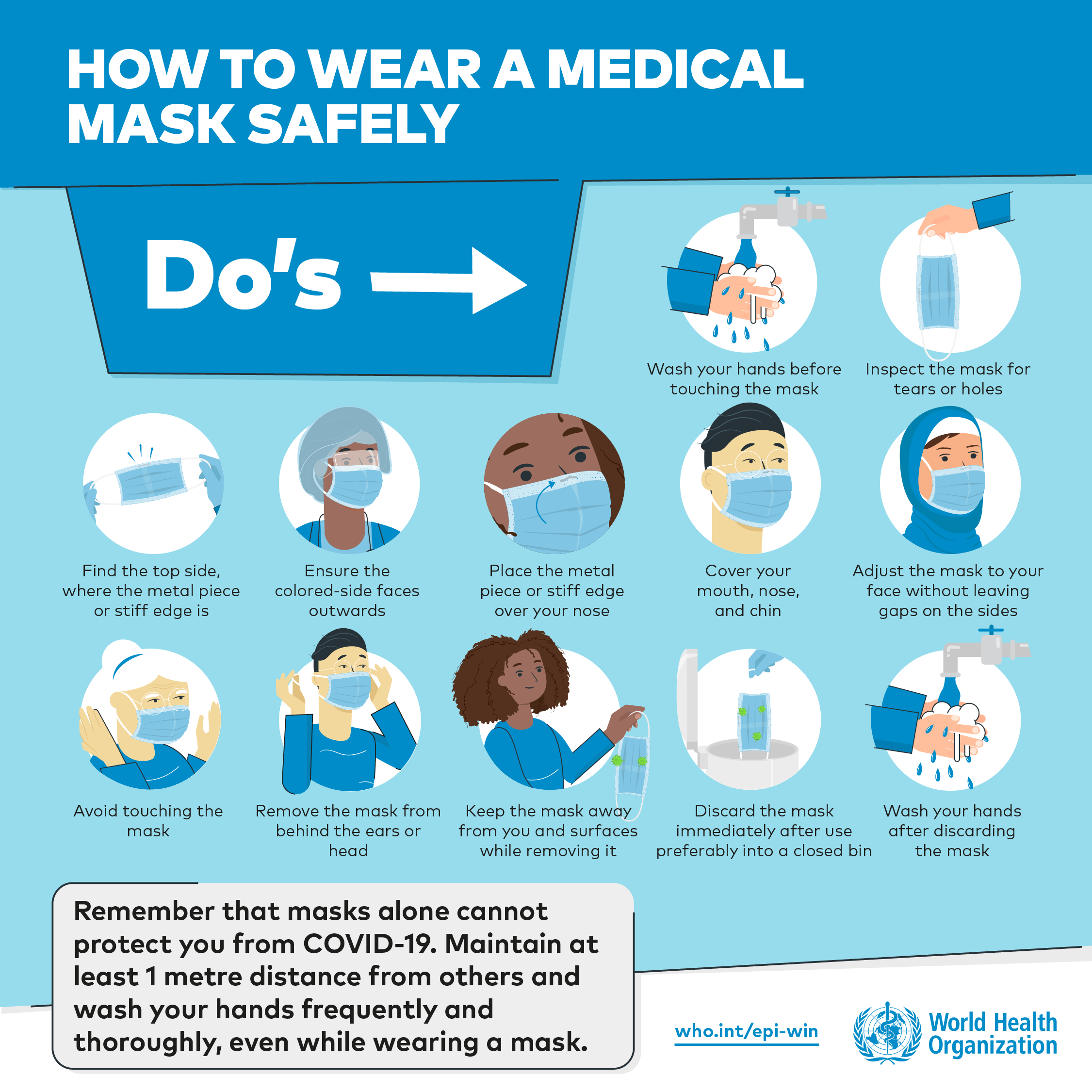
WHO、マスクを着用する際にやるべきこと。「口、鼻、顎を覆う」「マスクを顔にフィットさせて、頬の脇に隙間を作らない」「ノーズフィットを鼻に合わせる」「表裏を間違えない」など。COVID-19の流行を抑えるにはマスクだけで不完全なため、ワクチンや手洗い、ソーシャルディスタンシングなど異なる対策を複数組み合わせる

マスクは、日本では薬機法に該当しない衛生用品なため、パッケージに特定の菌・ウイルスに効果があると表示することはできない。市販されているマスクには、「BFE99%以上」などのフィルター性能が記載されていることがあるが、これは、アメリカのASTMインターナショナル（旧米国試験材料協会）が定める医療用マスクの規格から一部を抜粋したものである。日本は、2021年6月に厚生労働省、経済産業省、日本衛生材料工業連合会が、「JIS T9001（医療用マスク、一般用マスク）」「JIS T9002（感染対策医療用マスク）」の「性能要件及び試験方法」を制定し、日本規格協会から試験方法の規格が発行された。一般用マスクの規格「JIS T9001」は、4つの捕集機能「PFE、BFE、VFE、花粉粒子捕集効率が95%以上」と、圧力損失（通気性）、安全・衛生項目を規定している。「PFE（Particle Filtration Efficiency）」とは「微小粒子の捕集効率」のことで、約0.1㎛（マイクロメートル）サイズの粒子がどれくらいろ過（捕集）できるのかを表している。インフルエンザウイルス、ウイルス単体（飛沫核）、結核菌ウイルスなどが対象となり、「PFE95％」ならば、約0.1㎛サイズの粒子を95％ろ過する。「BFE（Bacterial Filtration Efficiency）」とは「バクテリア（細菌）を含む飛沫の捕集効率」のことで、約3㎛の細菌を含む粒子がどれくらいろ過できるのかを表している。花粉や咳・くしゃみに伴う水分を含んだウイルスの飛沫などが対象となり、「BFE95％」ならば、約3μmの細菌を含む粒子を95％ろ過する。「VFE（Viral Filtration Efficiency）」とは、「ウイルスを含む飛沫の捕集効率」のことで、約0.1 - 0.5㎛のウイルスを含んだ粒子がどれくらいろ過できるのかを表している。「VFE95%」ならば、約0.1 - 0.5㎛の粒子を95％ろ過する。ただし、これらは素材の性能であるため、顔に密着させて着用しないと、外からの粒子を防ぐ効果は発揮できなくなる。その場合も、ユニバーサルマスクの主な目的である「マスク外に自身が保有しているかもしれない感染性粒子を拡散させない」ためには有効であり、喉の粘膜が保湿されることより、取り込んだ感染性粒子の排出機能が働く効果や、顔を触らないことによる接触感染を減らす効果もある。マスクの有効性は、素材とフィット（密着性）の組み合わせで決まり、マスク本来の性能を発揮させるには、個々の顔に合ったマスクを選び、顔とマスクの間の隙間がなく着用することが必要になる。

##### マスクの効果に関するコクランレビュー
2023年1月30日、コクランは、呼吸器感染症の拡大を遅くする効果についてランダム化比較試験（RCT）を解析し、マスク着用はしない場合と比較して「ほとんど差がない」と評価し、「試験のバイアスリスクの高さ、評価項目のばらつき、物理的介入のアドヒアランス（マスク着用の遵守率）の低さなどから確たる結論を導き出せない」と報告した。この研究は、マスクに効果がないことの証拠として話題になり、世界中で拡散された。しかし、このシステマティック・レビュー（複数の研究を統合して解析）で評価したマスクに関する研究は12件のみであり、そのうちCOVID-19パンデミックが始まってから行われたのは2件のみである。そのうち1件は、人口中のマスク着用率が5%以下のデンマークで行われたが、周囲がマスクを着けずに感染リスクが比較的高い条件下では、マスク着用を推奨されたグループと、推奨されないグループとの間で、感染リスクの差異は見出せなかった。もう1件の効果があるとされたバングラデシュの研究は、マスク着用群の着用率は42.3%・対照群13.3%と高くなく、対照群を分ける際の偏りが結果に影響したという再解析結果も出ている。また、解析した全ての研究におけるマスク着用群の遵守率は平均35%と低く、非着用群と混ざり合い、マスク着用義務の主な目的である他の人のマスク着用による保護が受けられない状態だった。中には、着用群24.7%・対照群14.3%で同じテントで眠り、観察期間は4日間というメッカの巡礼者を対象にした研究や、COVID-19よりはるかに伝染性の低いインフルエンザを対象とした研究、マスクの着用時間が常時のものと時々のものなど、異なる環境・疾病の研究が組み合わされて解析されていた。『The Conversation』は、「研究を統合して評価できるのは、同じ研究課題に同じ介入で取り組んでいる場合に限られる。異なる研究デザインのランダム化比較試験（RCT）を組み合わせても、その結果は有益なものにはならない」と指摘した。『ガーディアン』は、「チェリーピッキングの典型例であり、偏見を持ったグループが自分たちの立場を支持するデータを強調し、反対する大きな証拠の蓄積を無視した」と指摘した。また、ユニバーサル・マスキングは「無症状者からも感染する」という、エアロゾル感染するCOVID-19の特徴を考慮して、「コミュニティに感染を広げないため」に行われている感染対策だが、このレビューでは、COVID-19を飛沫感染であると定義し、症状のある咳やくしゃみのみに焦点を当て、マスクを着用することで「自身の感染が減るか」を検証していた。感染症研究政策センター（CIDRAP）の研究者らは、「コクラン・レビューの飛沫感染説は、人が常に吸入可能な小さな感染性粒子（エアロゾル）を生成し、これらの粒子が空気中に何時間もとどまることを示すデータにより否定され無効となった」と指摘した。『ニューヨーク・タイムズ』は、「マスクが着用者の感染リスクを下げるかどうかと、コミュニティにおけるウイルスの拡散が遅くなるかは別の問題」であり、「ウイルスの拡散を抑えるかをランダム化比較試験で調べるには、ある都市の人々はマスクを着用し、別の都市の人々はマスクを着用しないというように、大きな集団を無作為化して比較する必要がある」と指摘した。バーネット研究所所長のブレンダン・クラブは、「COVID-19との戦いにおいてマスクはほとんど効果がないという見解を広めることは、『大きな間違い、公衆衛生へのリスク』であると主張し、これを自転車のヘルメットや自動車のシートベルトの効果を評価することに例えた。そして、「ランダム化比較試験は、これらの明らかに目を見張るような成功を収めたツールの実世界での有効性を判断する方法ではない」と述べた。コクランレビューの主任研究者ジェイク・イートンは、「コクラングループがこれを通したことには本当に驚きました」「コクラン・レビューは、最も厳密な証拠を集めて、『これが効くという決定的なシグナルがあるのか』を言うときに、非常に有効だが、これは、コクラン・レビューの間違った使い方です」と述べている。
2023年3月10日、コクランレビューの編集長Soares-Weiserは「これらの研究を元にマスクに効果がないと主張するのは不正確であり誤解を招く解釈であった」と謝罪する声明を発表した。ニューヨーク・タイムズは、今回のレビューの筆頭著者であるトム・ジェファーソンが、インタビューで「コロナウイルスがエアロゾル感染によって広がるという根拠はない」「マスクは何も違いをもたらさない」と述べたことが誤解をさらに深刻なものにしたと述べている。ジェファーソンはインタビューで「マスク着用は『目に見える』政治的ジェスチャー」「最も効果的なのは消毒による衛生管理・殺菌」「スイスチーズを食べるのは好きだがスイスチーズモデルは好きではない」とも語っており、2020年4月の論文では、COVID-19がパンデミック（世界的大流行）であるかどうかに疑問を呈し、「COVID-19は中国が起源ではなく、ヨーロッパで何年も流行していた可能性がある」などの変わった意見を数多く表していた。またジェファーソンは、「反マスク・反ワクチンの右派団体『BrownStone研究所』と仕事をしている」とForbesやガーディアンに報じられ、実際にBrownStoneに何度も寄稿しているが、誤報であるとして反論している。

#### 有害事象
有害事象については、複数の研究で否定され、米CDCと米国小児科学会は「マスクの使用は安全であり、激しい運動を除くほとんどの状況下で呼吸またはガス交換に重大な影響を与えない」「マスク着用が子供の感情や言語の発達を損なうという証拠はない」という見解を示している。発達に影響しない理由としては、「小さな子供は主に家庭で家族から言葉を学ぶ」「学齢期の子どもはマスクがあっても理解できる」「視覚障害のある子供でも言語発達の速度は変わらない」などの根拠を示している。「マスクは低酸素状態を引き起こす」という説については、運動時における主観的な息苦しさの強度は高くなったが、様々な研究で酸素飽和度を低下させないことが示された。マスクで喘息が悪化するかについては、コロナ禍でマスクをするようになってから喘息の患者数が大幅に減少したことが報告されている。マスクに付着する細菌については、マスクの内側は病気を起こさない常在菌が多く、有害な菌は外側で検出されるため、使用しているマスクを再装着する際には、内側と外側に気をつける必要がある。話題になったコクランレビューでも、マスクの「望ましくない効果」についての検討は、不快感以外に報告されているものはなかったとしている。
マスクを外すことが熱中症対策になるといった主張については、複数の研究でマスク着用の有無は熱中症のリスクを高める深部体温の上昇には影響しないと結論している。日本救急医学会・日本臨床救急医学会・日本感染症学会・日本呼吸器学会も、熱中症診療に関する手引を公表し、「マスクの着用が熱中症のリスクとなる根拠はない」と明記し、マスクを外すことで息苦しさは軽減されても熱中症予防にはならないとして、主に部屋の換気やエアコンの活用、水分補給などを行うよう呼びかけた。マスクと体温変化の研究では、気温35℃、湿度65%の環境で30分間の運動負荷をして、直腸、外耳、顔面の温度を調べた研究では、マスクの有無で温度変化に差がなく、顔面の湿度や自覚する熱感には差が生じた。また、気温32℃、湿度54%の環境で60分間の運動をして、直腸温、マスク内外の温度と湿度、温冷感、喉の渇き、倦怠感、呼吸不快感を調べた研究では、運動後の直腸温上昇はマスクの有無で差がなく、呼吸の不快感だけマスク着用時に増えるという結果だった。そのため、熱中症の予防で重要なのはマスクの有無ではなく、熱中症を起こすような高温での運動を避け、休息と水分補給を適切に行うという根本的な問題の解決であるとされる。なお、日本の厚生労働省は2022年夏以降、熱中症対策のため屋外では基本着用不要と呼び掛けていた。

### 思想的理由
思想的理由には、基本的人権の侵害であるといったもの、リバタリアン（自由至上主義者）的信条によるもの、権威への反発、マスク着用は同調圧力社会によるものだとするもの、WHO等から自国を守るとする国家主義によるもの、陰謀論によるものなどさまざまである。場合によっては、着用義務化に肯定的な者が多いリベラル派への反発や、反アジア感情から、右派勢力と連携する傾向もある。また、新型コロナウイルスまたは同ウイルス感染症を否認または矮小化する動機から、反マスク主義者が反ワクチン主義者を兼ねる場合もみられる。子育て層を対象に「子どもを守ろう」をスローガンにする事も多く、神真都Q会の結成宣言には「最悪最強巨大権力支配から『多くの命、子どもたち、世界』を救い守る」と記されていた。政治家は、短期的な企業の利益に忠実であるため、マスクに関する悪意のある議論に影響されやすい。マスクは、パンデミックが進行中であることを示す目に見えるシンボルであり、政治家は、こうした注意喚起が人々の消費を止めることを恐れている。
マスク着用を拒否する人の中には、個人の自由は公衆衛生よりも優先されるいう信念に基づき、憲法の「自由を保障する」条文を引き合いに出し、それを奪う規則を作ることはできないと訴える人がいる。企業側の着用ルールに不満を持つ人の中には、SNSでマスク着用義務のある店のリストを回覧し、それらの店をボイコットしたり、その店に出向いてルールに異議を唱えることを計画する人もいる。
一部の反マスクグループは反ワクチン派と手を組み、マスクの有効性に関する誤った情報を広めている。これらの「真実を求める人」たちのグループは、しばしば「パンデミックは政府が人々を監視するために作り出した」などの誤った信念を持ち、自分たちの信念を支えるために、Facebook、YouTube、Twitterで見つけた情報源から、偏った証拠や検証されていない証拠を選択する。これには自分たちの見解を支持するデータソースを選んで、そうでないものを無視するチェリーピッキングなどが含まれる。そのため、反マスクはホメオパシーや民間療法などの疑似科学や代替医療と関係している人が多い。

## 各国の推奨、義務化の状況
その国のマスク着用率は、「公的機関からのマスク着用の指示」「社会的特徴（社会規範や同調傾向）」の要因に依存することで知られる。諸外国では、多くの場合マスク着用は強制力をともなう「着用義務」として感染対策の一部として実施されてきた。マスク着用に関する文化的背景が日本と大きく異なる欧州では、流行状況が悪化した場合にのみマスク着用を呼び掛けることがある。2023年2月現在、多くの国でマスク着用義務がなくなったが、「推奨」の立場を維持している国が多い。
- 日本では、2020年6月以降マスクの着用が推奨されてきた[44][173]。政府がマスクを義務付けていないにもかかわらず、人々は公共の場におけるマスク着用を積極的に行ったが、その要因には「マスクが感染拡大を防ぐことを理解している」「感染症の流行時に予防したり人に広げないためにマスクを着用する習慣がある」「他の人と同じ行動を取ることを望む同調傾向がある」「マスク着用をマナーとして内面化させている」ことなどがあげられた[173][129][174][175][176]。2023年3月13日から、「屋内外問わず、個人の判断に委ねる」ことが基本となったが[177][178][179]、以下の場面ではマスクの着用が推奨されている「医療機関受診時」「高齢者等重症化リスクが高い者が多く入院・生活する医療機関や高齢者施設への訪問時」「混雑した公共交通機関等」「症状がある・検査陽性・同居家族に陽性者がいる場合」「医療機関や高齢者施設等の従事者」[180][181]。また、「事業者の判断で感染対策上または業務上の理由で、マスクの着用を求めることは許容される」としており、例えば、医療機関が来院者やスタッフにマスク着用を求めることや、スーパーマーケットなどが来店者にマスク着用を求めることなどが可能である[180][182][183][184]。
- アメリカでは、2022年4月に公共交通機関でのマスク着用義務がなくなったが、CDCは公共交通機関におけるマスク着用を推奨している[185][186]。
- ドイツでは、2023年2月に欧州で最後まで継続された長距離の交通機関のマスク着用義務を解除することを決めたが、保健相は自発的に着用することを推奨している[187]。
- インドでは、2022年4月にデリー首都圏や、商都ムンバイのある西部マハラシュトラ州でマスクの着用義務が解除され、感染再拡大のおそれからデリー首都圏では再び着用が求められるようになったが着用はほとんど広まらず、同年のうちに着用義務は解除された[188]。
- シンガポールでは、2022年8月に屋外・屋内ともにマスク着用は義務ではないとしたが、公共交通機関および病院、高齢者施設においては必ず着用することが推奨されている[44]。
- 韓国では、2023年1月30日に公共交通機関や病院、薬局など一部の施設を除いて屋内でのマスク着用義務を解除したが、多くの市民は着用を継続している[44][188][189][47]。
- 台湾では、2023年2月に公共交通機関や病院などを除いてマスク着用義務を解除したが、多くの人がマスク着用を続けている[190]。
- 香港では、2023年3月に病院など一部施設を除いてマスク着用義務を解除したが、多くの人がマスクを着けている[47]。香港では、2003年にSARS（重症急性呼吸器症候群）が大流行したため、マスクの着用意識が高い[47]。しかし、2019年にデモ活動などに参加する際にマスクで顔を隠すことを禁じる「覆面禁止法」が制定されたため、マスク義務解除後のデモが中止される事態が起きている[47]。

## トラブル

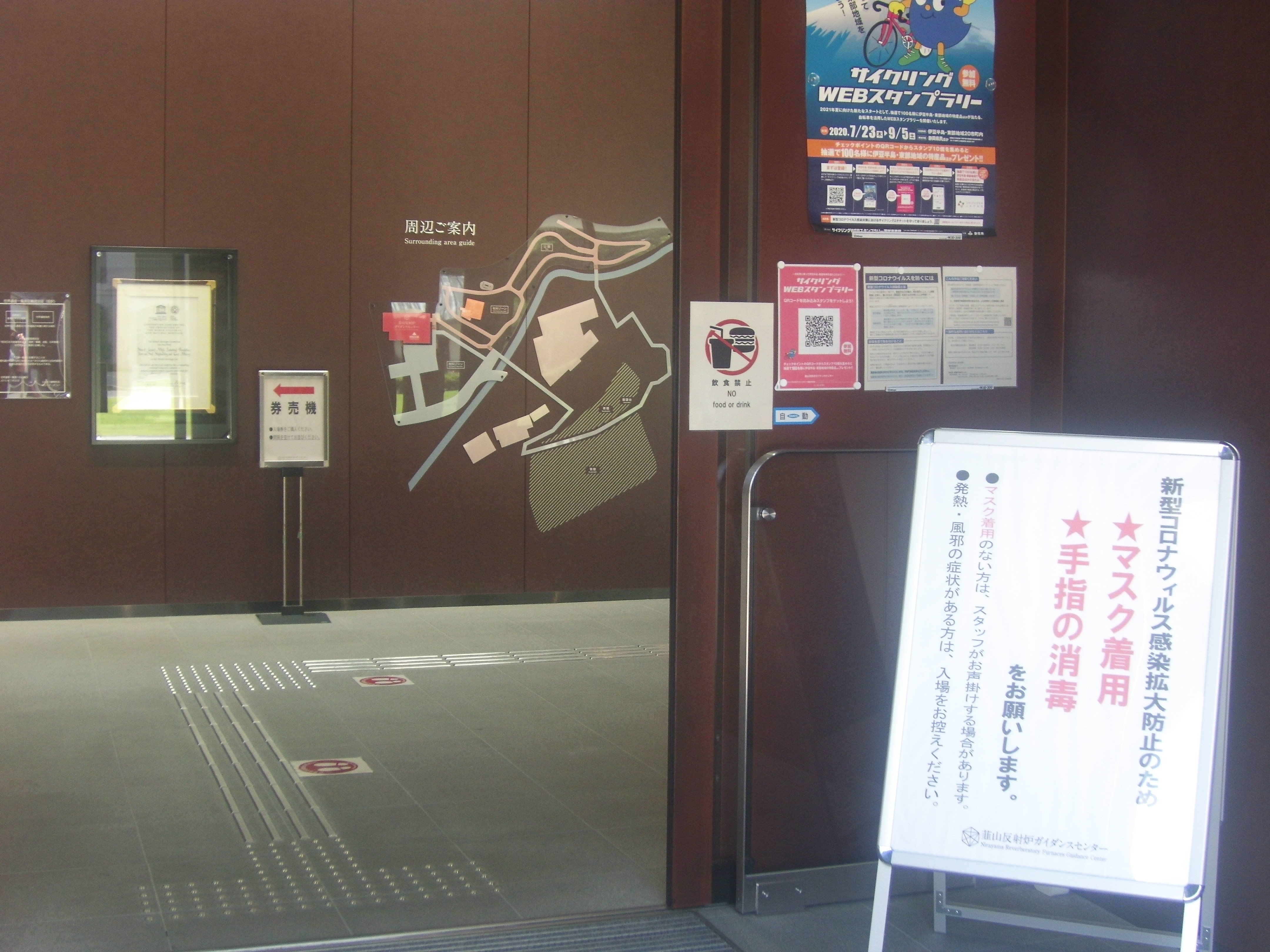
マスクの着用を求める看板

パンデミック以来、店舗や公共施設、航空機内などでは管理者や他の利用者からマスクの着用が求められる場面があるが、そうした動きに対し反マスクの人々が対立し、トラブルが起きる事例が頻発した。役所にノーマスクでクレームを入れに来たり、マスク着用ルールのある施設で騒動を起こしたり、暴言や暴行、海外では殺人事件にまで発展したものもある。
争いを避けるため、2022年の東京地裁における神真都Q（反ワクチン・マスク団体）を巡る裁判の傍聴では、報道陣等はマスク着用義務の一方で、団体メンバーの傍聴者はマスク不要という対応が行われた。
マスクを病気などの理由で着用できない人がいて、意思表示カードを無償提供している会社があるが、反マスクの人が偽ってその意思表示アイテムを使用したり、デザインを盗用し、通行手形のように使う事態も起きた。アメリカでは、障害者であるためマスクを使えないと主張する、偽のカードを使用する者がいた。

## 日本における反マスク派等の個人及び団体

### 政治家、政治団体

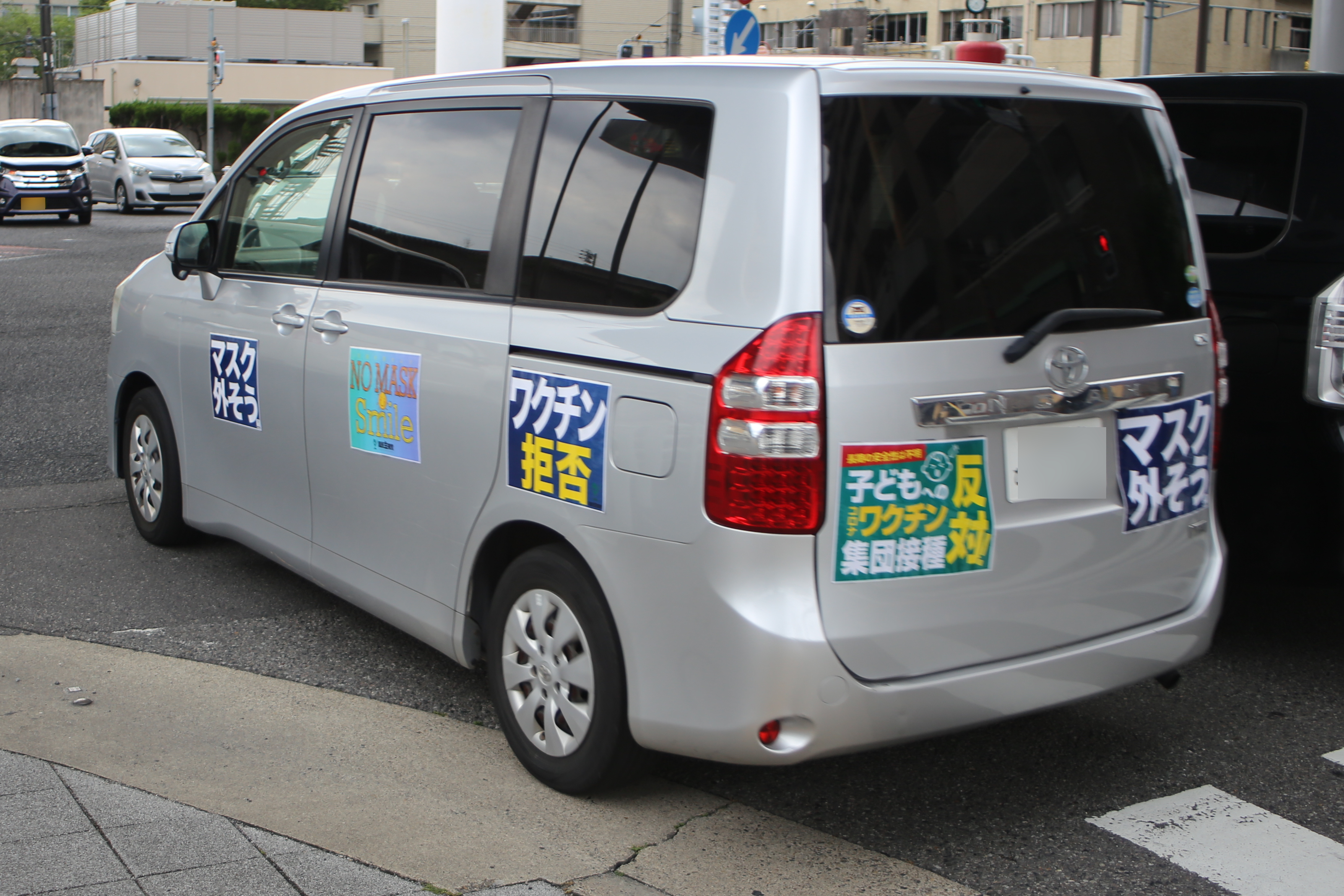
反マスク、反ワクチンを主張するステッカーを貼っている国民主権党の車両 (2021年6月、名古屋市にて)

- 谷本誠一 - 元呉市議会議員[212]。マスク着用拒否で飛行機から降ろされ、航空会社と警察を提訴[212][213]。呉市議会は、全会一致で辞職勧告決議案を可決したが、辞職せず「コロナは闇の組織が利益を得るために仕掛けた陰謀だ」として、マスクやワクチンの危険性を訴え続けている[214][215][216]。谷本1人の会派「自然共生党」の代表であり[214][217][218]、ワクチンやマスクに反対する連盟「チーム日本」に参加する[219]。2021年6月、参議院議員会館で「新型コロナワクチンに警鐘を鳴らす医師と議員の会」の一員として、池田としえ日野市会議員（全国子宮頸がんワクチン被害者連絡会代表）、高橋徳（波動医学や、オーラを浄化し強くするスピリチュアルヒーリングなどを推奨する医師）、中村篤史（独自栄養学による代替医療オーソモレキュラー療法で診察をする医師）、船瀬俊介（ワクチンはディープステートの陰謀で、人類皆殺し作戦だと訴えるジャーナリスト[220]）等とワクチンとマスクに反対する記者会見を行った[221]。2023年4月の呉市議会選挙で、前回の選挙から票を約半数に減らして落選した[222][223][224]。
- 日野市議会議員池田利恵は、コロナ禍の2021年3月に、講演会参加者に対しマスク着用を促さなかったこと、新型コロナワクチン接種に反対の異を唱えたことなどを反党行為とみなすとされ、自民党日野総支部支部長である西野正人より離党勧告処分を受け、最終的に除名された。同年9月に自民党を被告として、除名処分及び不当なマスク・ワクチン強制、無効確認等請求事件の訴訟を提訴したが[225]、敗訴した。
- 若林純一 - 元臼杵市会議員[226]。鼻出しマスクで議会での発言を認められず、議長や市を提訴[226][227][226]。裁判では、「表現の自由の侵害」「マスクの着用は有害無益」と訴えたが、選挙で最下位で落選し、訴えを取り下げた[228][229]。
- 福地裕行：白糠町議会議員[230][231]。マスク不着用や、口元を四角く切り取ったマスク姿で議会での発言を認められず、町を提訴した[230][232]。一審と控訴審で敗訴したが、上告する方針[233]。弁護は、反ワクチン団体「神真都Q」の弁護士である木原功仁哉が担当した[230][234]。
- 平塚正幸：国民主権党党首[235]。マスクやワクチンの危険性を訴え、ノーマスクで集まる「クラスターフェス」や、学校に抗議の電話を入れる「ノーマスクコールセンター」を行い、マスク着用ルールのある店から追い出される様子をYouTubeで公開した[236][237]。「国民主権党」は、「日本と子どもの未来を考える会」や、幸福の科学の与国秀行が代表を務める一般社団法人「武士道」などとともに反コロナデモに参加し、「反マスク」「反ワクチンパスポート」「コロナは茶番」などを主張した[238]。
- 黒川敦彦：つばさの党代表、NHK党幹事長[239]。ノーマスクで街頭演説やデモを行うが、コロナに感染してPCR検査を受け、内海聡医師に「売名のために反ワクチン活動を利用した」と非難された[240][241]。
- 猪瀬直樹：日本維新の会所属の参議院議員[242]。2022年10月20日の国会で「日本人のマスクは令和のちょんまげ、顔パンツ」と発言してマスクを外したが、委員長から注意され、鼻出しマスクで質疑を行った[242][243][244]。2023年2月8日、厚生労働省の「アドバイザリーボード」が入学式・卒業式でのマスク着用に対して示した考え方に対し、「この感染症専門家たちのエラそうな言い方。卒業式には条件付きで少しだけマスク外させてやるだと。国民がここまで指図される謂れはない」とツイートし、「猪瀬氏本人の言い様のほうが何十倍もエラそう」と指摘された[245][246]。2月18日、マスク姿の老夫婦の写真と「陽だまりの老夫婦。なぜマスクをしているのだろう？不思議の国・日本。この後、横を通ったらご挨拶してくれたので会釈を返したが、誰なのかわからない。やはりマスクは不自然で変ですよね」とTwitterに投稿し、「逆マスク警察」「盗撮」などの非難の声が起きた[247]。猪瀬は、3月にも「日本は異常な国」「個を滅して同調圧力に進んで身を投じる日本人、第二次世界大戦下と変わらない。眼を覚ませ！」などの脱マスクを強要するツイートを執拗に行い、「他人のマスクに執着するほうが不気味。いい加減他人のマスクを気にする事から目を醒ませ」などの反論が起きた[248]。
- 参政党：「莫大な利益獲得を目的とする勢力が、マスク着用を呼びかけている」「銀行もマスコミもロスチャイルドに支配されている」「小麦食はユダヤ国際金融資本が日本人を弱体化するためにGHQを通じて普及させた」などの陰謀論を展開[249][250][251][252]。主要メンバーは神谷宗幣（有機農法や微生物活性材バクチャーを推奨[249]）、松田学[253]、吉野敏明（歯科医、量子波動器メタトロンを使用）、赤尾由美など[254][164]。アドバイザーに武田邦彦（ワクチンの危険性や地球温暖化はウソなどを主張[255][164][256]）、葛城奈海、小名木善行（世界日報社のウェブサイトでコラムを執筆[249]）、田母神俊雄[257]などがいる[254][249]。

### 団体、企画
- WeRise：マスクやワクチンに反対する音楽ユニットHEAVENESEが開催するノーマスク集会[249][258]。「WeRise宣言」を武田邦彦、吉野敏明、大橋眞、矢作直樹、藤井聡、内海聡、井上正康で発表し、「新型コロナはメディアが作り出した怪物」「新型コロナは脅威ではない」「マスクは有害無益」「自粛は不要」などを主張した[258][259]。集会の参加者は、参政党の神谷宗幣、松田学、武田邦彦、吉野敏明や、大橋眞、矢作直樹、藤井聡、内海聡、井上正康、南出賢一泉大津市長、ロバート・F・ケネディ・ジュニア、大倉正之助など[249][260][261]。HEVENESEのリーダー石井希尚は、ユダヤ陰謀論のオンライン講座を開催する[262][263]。
- 市民がつくる政治の会：代表は内海聡、以前の名称は「日本母親連盟」であり、「マスクの着用は危険で無意味」だとして、「子どもへのマスク強要反対」を求める文書の提出運動を呼びかけた[264][265][266]。
- ママエンジェルス：子育て中の母親などでつくる市民団体[267]。子どものCOVID-19ワクチン、マスク、黙食に反対し、オーガニック給食を推進する[267][268][162][269]。ママエンジェルスは、COVID-19ワクチンに反対する「こどもコロナプラットフォーム（こどもえがおプラットフォーム）[270]」と連携している[271][272]。「こどもえがおプラットフォーム」は、南出賢一泉大津市長と柳澤厚生（オーソモレキュラー療法を行う医師）が代表を務めるが、「全国有志子どもを思う会」と合同で、子どもにマスクや黙食についてのアンケートを行い、マスクは子どもの発達を阻害するとして全知事・市区町村長・教育長に質問状を送付した[163][273]。
- 新型コロナウイルスを考える会：代表は、正木稔子医師、事務局長は全国子宮頸がんワクチン被害者連絡会代表の池田としえ（利恵）日野市議会議員、顧問は大橋眞徳島大学名誉教授。正木稔子は、マスクやワクチンに反対する音楽ユニットHEAVENESEの専属医である[274][275]。
- 全国有志医師の会：COVID-19ワクチンやマスクの健康被害を訴える[276][277]。所属する医師は、波動医学やオーソモレキュラー療法[278]、オゾン療法、ホメオパシー、アーユルヴェーダ、プラセンタ療法[279]、イベルメクチンの投与[280][281]、「ロシアから来た神秘のきのこチャーガ」の講演などを行う[282][283][284]。
- チーム日本：ワクチンやマスクに反対し、脱コロナを主張[219]。「全国有志議員の会」の池田としえ（利恵）日野市議会議員、長嶋竜弘鎌倉市議会議員、末永啓愛知県議会議員、谷本誠一呉市議会議員等と[285]、元衆議院議員・弁護士の青山雅幸、徳島大学名誉教授の大橋眞、大阪市立大学医学部名誉教授の井上正康、医師の内海聡・中村篤史・高橋徳、NPO法人「コロナワクチン被害者駆け込み寺代表」代表の鵜川和久、ジャーナリストの船瀬俊介、元自衛官で「日防隊」の石濱哲信、能楽師でごぼうの党文化アドバイザーの大倉正之助などが参加[219]。
- 神真都Q：反ワクチン・マスクに加えて、日本国憲法は無効であるとする「真正護憲論」なるものを普及する方針を発表[286][287]。2022年4 - 7月にかけてワクチン接種会場への侵入で、計13人が逮捕され、11月にリーダー格の1人が生活保護費を不正受給した詐欺容疑で逮捕、12月に静岡の幹部ら8人が集団接種会場に侵入した建造物侵入容疑で逮捕された[288][289][290][291]。弁護士の木原功仁哉と南出喜久治は反ワクチン・マスク訴訟を行い、「鼻出し・あごマスク励行[292][293]」「ワクチンはビル・ゲイツによる人口削減計画[294]」などを主張する[295][296][294][297]。
- 幸福の科学：総裁の大川隆法（2023年3月死去）は、「法力でウイルスを死滅させることができる」として、「マスクは要らない」と法話で語っている[298][299][164][300]。教団の教義に反ワクチン陰謀論はないが、幸福の科学の職員で「武士道」代表の与国秀行は、マスクやワクチンは有害無益であり、コロナの死者は水増しされているとして、目覚めをうながしている[298][301]。
- 類設計室：陰謀論サイト「るいネット」とミニコミ誌「週刊事実報道」などで、マスクを含めた事実に基づかないコロナ情報を多数発信していた企業[302][303][304]。関西圏で学習塾「類塾」を運営[303][302]。週刊事実報道は、2021年に独立会社として分離した後[305]、2022年9月に休刊した[306]。
- サンクリチュアリ教会：統一教会の分派であり、「新型コロナは中国の生物兵器」「マスクは非科学的な詐欺」「マスクを着けた者たちは政府の奴隷になる」などと説く[307][308]。
- みんなで学ぼう会：つくば市を拠点にマスクやワクチンに反対する団体で、ディープステート陰謀論やニセ歴史、スピリチュアルな分野についても発信する[309][310]。主宰は井上正康医師[309]。2022年1月、つくば市の豊里交流センターで、谷本誠一呉市議会議員の「コロナの真実」講演会を開催し、マスクとワクチンの健康被害を訴えた[309][311]。2023年2月19日、つくば市で開催したイベントは、3つの行政機関「茨城県教育委員会、結城市教育委員会、つくば市」が後援した[309][312][313]。当日は国光あやの総務大臣政務官（衆議院議員、自民党）、星田弘司茨城県議会議員（いばらき自民）、山本美和茨城県議会議員（公明）、五頭泰誠つくば市議会議員（つくば自民）の計4人が登壇し、国光が代表で挨拶した[309][310]。また青山大人衆議院議員（立憲民主党、子どもへのワクチン接種とワクチン後遺症を考える超党派議員連盟）[314][315]の祝電を読み上げた[309]。つくば市は、後援名義の使用条件としてマスク着用などの感染対策を条件にしていたが、来場者の約8割がノーマスクで、託児所の保育士3人もノーマスクであり、物販コーナーの脇には「ワクチンもマスクもNO！」と書き添えて、「ノーマスク幼稚園」や保育園のチラシも置かれていた[309]。講演会で、明和政子京都大学大学院教授は「マスク着用やデジタル社会が子供の脳の発達に影響を与える」といった内容を話し[316][317]、後半は鳥集徹の司会で明和政子、臨床心理士、東茨城病院小児科医師がパネルディスカッションを行い、フロアから日常生活でマスクを強制されたり同調を求められたりした体験発表を行った[309][312]。また小児科医師は、マスクを着けていると子供は発育過程で「出っ歯」「面長」になるとの説を紹介した[309]。開演前にはヒーラーが『ホツマツタヱ』のヲシテ文字が刻まれた琴で、「傷ついた細胞・DNAを修復させる」演奏を行った[309][312]。

### 医師など
- 内海聡：医師。反ワクチン・マスク[264]、ホメオパシー、宗教団体「サイエントロジー」と共に反精神医療運動を行い、「障害児の出産は親の責任」とする発言で炎上した[265][266][318]。2021年、東京メトロ車内に貼られた内海の本の広告に、マスクの効果を否定する記載があったため、車内でのマスク着用が呼びかけられる中、利用客に誤解を与えるとして撤去された[319][320]。
- 和田秀樹：精神科医。マスクやワクチンの健康被害を訴える[321][322][323]。がん放置療法で知られる近藤誠医師と、共著で新型コロナについての本を出版[324]。
- 井上正康：大阪市立大学医学部名誉教授[325]。「WeRise」「チーム日本」に参加[258][219]。参政党の松田学とマスクの健康被害に関する本を出版[253]。
- 矢作直樹：東京大学名誉教授、医師。「WeRise」「こどもコロナプラットフォーム」に参加[258][272]。スピリチュアル・カウンセラーとコロナ対談本を出版[326]。
- 大橋眞：徳島大学名誉教授。「コロナは存在しない」と主張し、池田としえや中村篤史とマスクやワクチンに反対する講演会を行う[327][328]。細川博司（スーペリオール・ハイパーサーミア・セラピーでがん治療を行う医師）とコロナ陰謀論の本を出版[329]。内海聡らと「WeRise宣言」を発表し、「チーム日本」に参加、「新型コロナウイルスを考える会」の顧問[258][219]。これらの活動について徳島大学は、大橋との雇用関係はなく、大橋の見解は大学と一切関係がないという声明を出している[330]。

### その他の個人
- 奥野淳也：元大学職員[331]。自称「マスパセ（マスク・パッセンジャー）」「マスク拒否おじさん」[13]。2020年9月、飛行機内でマスク着用を拒んだことを他の乗客に侮辱されたとして大声で謝罪を要求し、客室乗務員に暴行を加え、飛行機を途中の空港に緊急着陸させた[13][332]。また、2021年1月には家宅捜索に入った警察に暴行、4月には飲食店でマスク着用を拒否し、店の営業を妨害、駆けつけた警察官を殴るなど、合わせて4つの事件で逮捕・起訴された[13][333][334][335]。裁判で検察は、「マスク不着用に名を借りて我欲を押し通し、日本全国で乱暴狼藉に及んでいて、犯行は極めて悪質」「模倣犯が既に出ていて、広く社会に害悪を与える」「36歳という年齢でも我欲を押し通し、社会内での改善更生も見込めず、保護観察も守れるとは思えない。刑務所で徹底的に矯正教育を受けるべき」と主張し、奥野は「マスクの着用は民間信仰から始まり、政府がお墨付きを与えたことで、いわば”国教”になった」「マスクを着用していないとまさに非国民とされ、人権を与えられないかのようになりました」「私は無罪です。2020年にピーチ機内でマスクをつけなかったことを大変誇りに思います」と主張した[336][337]。2022年12月、大阪地裁は「飛行機の件で威力業務妨害、航空法違反、暴行罪」「家宅捜索の件で、公務執行妨害、器物損壊罪」、「飲食店の件で、店に対する威力業務妨害罪。警察に対する暴行、公務執行妨害罪」を認定し、懲役2年・執行猶予4年の判決を言い渡した[13][338][339]。閉廷直後、奥野は立ち上がり「中世の魔女狩り裁判だ」「到底容認できません」などと叫び、判決を不服として控訴した[335][340][341]。作家の日野百草は、「この件にマスクはまったく関係ない。あるのは航空法とそれを脅かした安全阻害行為だけだ」と指摘している[342][13]。奥野は、Twitterで、マスク着用者を「同調圧力」「コロナ脳」と表現したり、事件の被害者を侮辱するようなツイートを繰り返していたが、心理学者の原田隆之は、「同調圧力でではなく、自分の意思でマスクを着用していたのであり、それについて『コロナ脳』などと侮辱される筋合いはない」「施設管理権の範囲内で一定のルールを設けることは自由であり、お互いが相手を尊重し合いながらサービスを提供し、それを受けるという当たり前のことができていない」「同調圧力が暑苦しいという主張や、自由に干渉されたくないというは理解できるが、それを主張したいならば、相手側の権利や主張にも敬意を払って尊重すべきである」と批判する[13]。そのうえで、被告の過激化は「（ノーマスクであることで）受けた誹謗中傷に反発したり、社会からの排除を感じ取ったりして、感情的に追い詰められた結果ではないか」と指摘する[13][343]。原田は、「マスクをする、しないで意見や態度の違いはあっても、そこに分断や対立があってはいけない。異なった意見や価値観をどれだけ尊重できているか、自らの主張を理性的な言葉で主張できているか、日々自らを顧みながら、この息苦しい逆境を切り抜けて成長するためのまたとない機会なのだ」と述べている[13][344]。
- 船瀬俊介：ジャーナリスト。コロナは闇の勢力（ディープステート）の陰謀だとして目覚めをうながし、「マスクをはずして、外へ出よう！」運動を行う[345][346]。高橋徳、中村篤史、斉藤新緑などと反ワクチン本を出版[347][220]。船瀬は、「買ってはいけない」の著者のひとりで、ワクチンや電磁波の健康被害を訴え、波動医学やがん放置療法を勧めている。
- 鳥集徹：ジャーナリスト。マスクの健康被害を訴える[317][348][349]。ワクチンとマスクに反対する講演会を、漫画家の倉田真由美[350][351][352]、ライターの中川淳一郎[353]と行い、藤川賢治、長尾和宏、森田洋之、青山雅幸などが登壇した[354]。
- 田中昌之：クリスタルキング元ボーカル。店員からマスク着用を求められた際に、店員に「強要罪何ちゃらとちゃう」と発言した。このことをSNSで報告して炎上した[355][356][357]。
- 竹之上次男：元・競馬実況アナウンサー。マスク・ワクチン・PCR検査に反対するツイートを繰り返し行い、競馬組合にノーマスクを注意されて退職した[358][359]。
- 日浦市郎：棋士。鼻出しマスクで3回連続反則負けした[360][361]。日本将棋連盟は、円滑な対局運営に支障が生じていることから、対局停止3カ月の懲戒処分を行った[362][363]。日浦は、マスク着用を定めた規定には「鼻出しマスクが違反とは書かれていない」と指摘し、「コロナについてはかなり勉強した」が、マスクに感染予防効果はなく、有害無益であると主張している[360][364]。

- 小林よしのり[365][366]
- 三浦瑠麗[367][368]
- 百田尚樹[369]
- 東浩紀[370]
- 堀江貴文[371][357]
- 舛添要一[372]
- ASKA[373][374]
- 吉田敬（ブラックマヨネーズ）[375]

- 加藤浩次[376]
- 伊原剛志[377][378]
- 高岡蒼佑[379][357]
- 太田肇[380]
- 田中宇[381]
- 外山恒一[382]
- 福田肇[383]

## 海外
欧米では、「マスクを着ける」という習慣がなく、マスク着用に対する抵抗感が非常に強い。マスクを着用することは、病気であるとみなされ、治安が悪い地域では「顔を隠す人＝悪事を起こそうとしている人」というイメージが強く、「口」の動きで感情を読み取るため、相手の気持ちが分からないというフラストレーションが生じやすい。また、「これまでのひどい感染状況（既感染者と死者の多さ）による覚悟と達観」「公権力によって自由や人権を抑制されることへの国民の反発」などもある。いくつかの国では、マスクの義務化に反対する大規模な集会が行われた。反マスクのデモ参加者の中には、フェミニストのスローガン「my body, my choice（私の体は私が決める）」やブラック・ライヴズ・マターのスローガン「I can't breathe（息ができない）」を流用する者もいた。ドイツのデモ参加者の中には、自分たちをナチスによるホロコーストの犠牲者に例える者もいた。

### アメリカ
公共の場でのマスク着用がどの程度受け入れられるかは、党派によって異なり、民主党は共和党よりもマスクを着用する傾向がある。2020年6月の調査では、公共の場におけるマスクの常時着用に賛成したのは、民主党支持者63％、共和党支持者29％だった。アメリカでは、マスク反対派は「個人の自由」を阻害すると主張し、賛成派は「公衆衛生」のための重要性を強調するため、公共の場でのマスク着用は政治的な問題になっている。
マスクに対するアメリカの世論は、気候変動をめぐる論争と同様に対立を煽る道具として政治化された。共和党は、パンデミックの深刻さを矮小化し、マスク着用の重要性を軽んじる一方、民主党は、パンデミックの危険性と健康に関わる行動の重要性を強調した。ドナルド・トランプ前大統領は、公的なメディアへの出演でマスクを着用することに強く抵抗し、マスクを着用するジョー・バイデンを馬鹿にして嘲弄した。バイデン、ナンシー・ペロシ下院議長、ダナ・ネッセル司法長官などは、トランプの拒否は危険で無責任だと批判した。トランプは、2020年の大統領選挙中の集会やその他の選挙イベントでマスクの使用を義務付けず、7月中旬にノーマスクの選挙イベントを開催し続けた。トランプは、マスクを着用しなかったことで、コロナ規制やマスク着用義務などに反対する人々の間で、英雄視された。しかしトランプは、2020年7月21日にマスクを着けずに会見を開き、マスクには効果があるため全ての国民に着用して「愛国心」を示すよう呼びかけており、2021年12月には3回目のワクチン接種をしたことを表明している。2020年9月26日、トランプがホワイトハウスでの式典やレセプションで混雑時にマスクなどの対策を取らなかったため、ホワイトハウスでCOVID-19の集団感染が起き、多数の政府関係者や職員が感染し、トランプ自身も感染して入院した。
アメリカでは、反マスクに関連した事件がいくつか起きている。ミシガン州では、店の警備員がマスクを着用していない客の入店を拒否して、射殺された。コロラド州のワッフル店では、マスクを着用していないと接客できないと言われた男が、料理人を銃撃し負傷させた。ミシガン州ではマスクの着用を義務付けており、店側はマスクを着用していない客の入店を拒否する権利があった。ミシガン州では、この事件の前週に、武装した人を含む数百人のノーマスクの人々が州議会議事堂に押し寄せ、ロックダウン（都市封鎖）に抗議する事態があった。オクラホマ州でも、マスク着用義務により、店が客から銃による脅迫を受けたため、マスクを義務ではなく、強く奨励するように方針を変更した。アイダホ州では、州議会議事堂の外でマスクを燃やす集会に100人以上が参加した。スーパーマーケットでは、マスクの代わりにKKKのフードを被って買い物する人や、ナチスの旗を被って買い物する人、マスクにナチスのシンボル（卐）を付けて買い物する人がいたり、抗議集会では南軍の旗やナチスのスローガン「働けば自由になれる」を掲げる人がいて、抗議活動におけるヘイトシンボルの使用に対し、非難の声が起きた。トランプは、「ミシガンを解放せよ!」「ミネソタを解放せよ！」とツイートし、抗議者たちを奨励し、「彼らはとても責任感のある人たちに見える」「自分の意見を表している人たちだ」と擁護し続けた。Maia Niguel Hoskin博士は、「無知、特権、人種差別」が抗議活動の主な要因であると指摘した。

#### アジア系ヘイト
アメリカには、未だにCOVID-19の原因について中国人（アジア人）を非難し、アジア系の人々がウイルスを広めると考える人がいる。これは、反アジア感情と高い相関があり、トランプ支持者はバイデン支持者に比べてはるかに高い割合で、アジア人がウイルスを拡散させたとして非難している。そのため、COVID-19の流行が始まって以来、アジア系アメリカ人に対するヘイトクライムが増加し、マスクがヘイトや暴力の引き金として利用されてきた。ニューヨークの地下鉄では、マスクを着けたアジア人女性が「病気持ち」「俺に触るな」と罵倒され、殴る蹴るの暴行を受けた。タイムズ・スクエア付近ではアジア系女性2人が｢マスクを取れ｣と要求され、ハンマーで複数回襲われて負傷した。2020年3月19日から12月31日の間に、アジア系アメリカ人に対するヘイト事件が2,800件以上報告され、これらの事件には、身体的な暴行だけでなく、差別的な言葉による嫌がらせも含まれていた。

### 極右
欧米全域では、政府のマスク義務化やロックダウン政策などに対して極右が活発な動きを見せている。アメリカでは、ドナルド・トランプが誤解を招く情報を流し、プラウド・ボーイズや宗教原理主義者、さまざまな民兵組織などが抗議活動を行っている。イギリスでは、極右のヘイトグループが誤報の拡散、少数民族のスケープゴート化、ロックダウンの組織化に関与し、マーティン・ドーブニーなどの元政治家やジュリア・ハートリー・ブリューワーなどのジャーナリストは抗議活動を支持または参加した。オーストラリアではプラウド・ボーイズ、ネオナチの国家社会主義ネットワーク、少数の政治家が、誤報の拡散と不満の喚起に関わっている。

### フランス
フランスでは、COVID-19の拡散を防ぐためにマスクをするのは、役に立たず危険である、個人の自由を侵害するものであると主張する反マスク運動が起きている。この運動は、FacebookやTwitterなどのプラットフォームで動画や写真、嘆願書などを公開して支持を集めている。フランスで、反マスク派は政治的立場問わず広がっており、調査結果では若干右寄りの傾向があることが示唆された。調査では、反マスク派の63％が女性で、平均年齢は50歳、マクロン大統領を信頼している人は2％だった。2021年1月、政治家のフロリアン・フィリポは、「この国にマスク反対派がいることをとても誇りに思う」と述べ、人々にマスクを焼くよう呼びかけた。

### ドイツ
ドイツでは、政府のコロナ規制を受け、マスクやロックダウンなどのコロナ規制に対する抗議活動が活発化した。抗議活動には、右翼の過激派、陰謀論者、急進的な左翼活動家など、幅広い層のデモ参加者が集まっていた。ハノーバーで行われた集会では、デモ参加者が自分たちをナチスによるホロコーストの犠牲者に例えたため、ハイコ・マース外相は「ホロコーストを矮小化し、ナチスの支配下で苦しんだ人々が示した勇気を『あざ笑う』行為だ」と非難した。ドイツにおける反マスク運動は過激化し、ドイツ当局は集会を禁止し、必要に応じてデモ参加者を分散させることによって、公共の安全を守るための措置をとった。
- 2021年9月、マスクの着用をめぐり、ガソリンスタンドで働く20歳の学生が射殺された[450][451]。学生は、49歳の犯人がマスクをしていなかったため、ビールを売ることを拒否した。犯人は一旦はガソリンスタンドを離れたが、マスクをして戻り、マスクを下げて学生の頭を撃った[452]。犯人は警察に出頭し、「手本を示したかった」と供述した[450]。この行為は、メディア、政治、国民の幅広い層から非難されたが、コロナ否定派は、ネット上で隠れて犯人とその行為を称えた[453][454]。事件が生まれた背景には、ソーシャルメディアで拡散された憎悪や扇動と大きな関係があるとされ、コロナ規制の反対デモでも、「売国奴」などという言葉が叫ばれた[450]。スパーン保険大臣は、「言葉はやがて行いになる」「民主主義国家には、抗議の表現が必要だが、誰もが自分の言葉を吟味し、憎しみや陰謀論には強くノーと主張するしかできない」と警告した。ショルツ首相候補は、「扇動的で分裂的な演説をする人たちが、このような行為が起こる分断を作り出した」とし、この事態を招いた責任の一端を彼らに求めた[450]。
- 2022年12月、極右の「ライヒスビュルガー（帝国市民）」運動やQアノンの支持者などで構成された集団が、クーデターを計画し、25人が逮捕され、捜索先150か所のうち50か所以上でライフルや弾薬などの武器が押収された[455][456][457][458]。ドイツは、アメリカに次いでQアノン信者の多い国であり、「コロナ陰謀論」「ライヒスビュルガー運動」「Qアノン」の支持者の多くは重複し、オンラインを通したゆるいつながりで結ばれている[459]。彼らは新型コロナウイルス感染症の流行時に、コロナ自体の存在を否定し、政府のコロナ規制に対する抗議活動を利用して、SNS上で共鳴し合い、過激化、寄付募集、勧誘を進めてきた[460]。ドイツにおいて、反コロナ規制デモの参加者は、「奇妙な人々の混合」と表現され、参加者には、ライヒスビュルガー、反ワクチン派、陰謀論者、Qアノン信者、過激派、反ユダヤ人などに加えて、サッカーフーリガン、自然派育児の親、代替医療の支持者などが含まれ、多くの抗議者たちの怒りはメルケル首相、保健大臣、科学者、ビル・ゲイツ等に対して向けられていた[461][462][463]。2020年、彼らは反マスク・コロナ規制のデモを数多く行い、8月には「ドイツ帝国旗」や「Q」の横断幕を持ってドイツ連邦議会に突入しようとした事件で316人が逮捕された[464][465][459][466][467][468]。2022年1月には、ドイツとオーストリアでコロナ対策に反対する大規模なデモを行い、警察と激しく衝突して逮捕者がでた[463]。また2022年4月には、ライヒスビュルガーの過激派の一派「愛国者連合」が、カール・ラウターバッハ保健相の誘拐と全国的な停電を計画して逮捕された[469][456][457][470]。

### ソブリン市民運動
アメリカやイギリス、オーストラリアには、ライヒスビュルガーと同様の無政府主義運動「ソブリン市民運動（主権市民運動）」がある。主権市民運動は、「現在の政府の正統性、その政府が作った法制度を否定する」という主張で法律に従わなかったり、文書詐欺（独自の運転免許証やパスポートを発行）していたが、COVID-19のパンデミックに反マスク・ワクチン団体と結びつき、衛生対策への抗議行動に参加するなど、各国での運動の広がりが大きくなった。2022年12月にはオーストラリアで反ワクチン思想や主権市民運動、フリーメイソンなど様々な陰謀論を信じるグループによる警察官射殺事件が起きた。オーストラリアでこの運動は、COVID-19の流行で国家が市民の自由を制限することに大きく関与したことで急増したとされる。シンガポールでも、衛生対策に従うことを拒否した地元の運動家が関与するいくつかのCOVID-19関連の事件が報告され、2022年6月現在、26カ国で同様の事件が報告されている。